# Paul Dufour (pilote)
 (août 2019).
Si vous disposez d'ouvrages ou d'articles de référence ou si vous connaissez des sites web de qualité traitant du thème abordé ici, merci de compléter l'article en donnant les références utiles à sa vérifiabilité et en les liant à la section « Notes et références ».
Pour les articles homonymes, voir Dufour.
Paul Dufour né le 27 mars 1997 à Limoges, est un pilote de moto français qui participe au championnat d’Espagne de vitesse ainsi qu'au championnat du monde d'endurance.

## Biographie
Paul Dufour est un pilote moto né le 27 mars 1997 à Limoges.
Après une saison en championnat de France Promosport pré-125, où il occupe un temps la septième place avant de devoir abandonner en raison d'une blessure au genou, il dispute en 2013 la Coupe d’Espagne de vitesse pré-GP, remportant une première victoire à Albacete. Il termine deuxième au terme de la saison.
Il continue sa carrière en Espagne, disputant à plusieurs reprises le championnat d'Espagne supersport. En 2018, en parallèle de sa carrière en vitesse en Espagne, il dispute des courses d'endurances, aux 24 Heures Motos et terminant 12e du Bol d'or.
En 2019, participe au championnat d'Espagne de vitesse ainsi qu'au championnat du monde d'endurance dans l’équipe Suzuki JEG Racing. IL termine au huitième rang de sa catégorie des 24 Heures Motos.

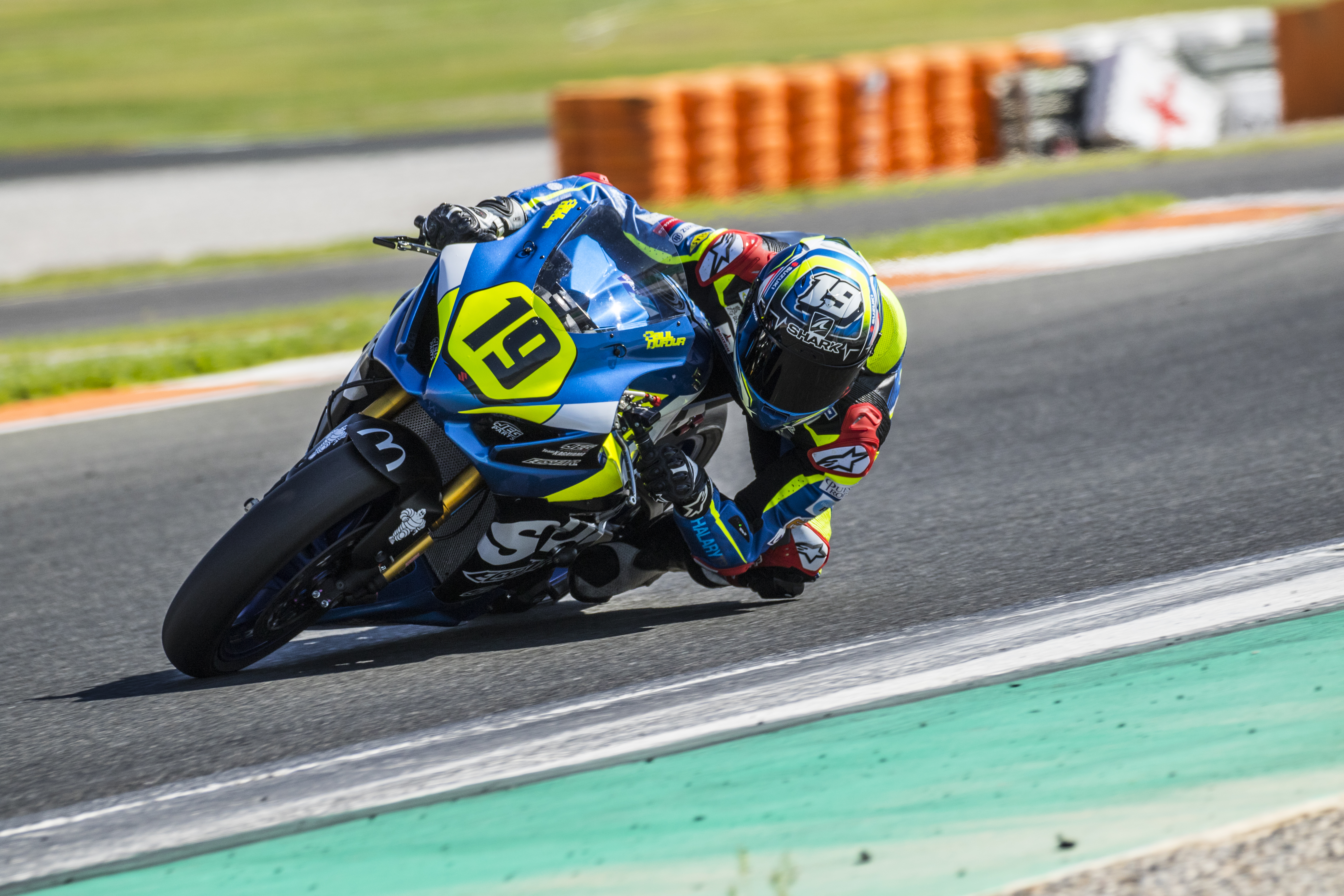
Paul Dufour Team Suzuki JEG Racing à Valence, en 2019.

## Palmarès
- 2013 : Vice champion d'Espagne Pré GP
- 2014 : Championnat d'Espagne Pré moto 3
- 2015 : Championnat d'Espagne Supersport
- 2016 : Championnat d'Espagne Supersport
- 2017 : Championnat d'Espagne Supersport
- 2018 : Championnat d'Espagne Superbike, participation aux 24 Heures Motos (14e en Superstock) et 12e du Bol d'or[2]
- 2019 : Championnat d'Espagne Superbike, 8e des 24 Heures Motos en catégorie stock (16e du général)[3]
- 2022 : 24 Heures Motos (24e position du général, 9e de la catégorie EWC)[4]